# Иринген
Иринген (њем. Ihringen) општина је у њемачкој савезној држави Баден-Виртемберг. Једно је од 50 општинских средишта округа Брајсгау-Хохшварцвалд. Према процјени из 2010. у општини је живјело 5.865 становника. Посједује регионалну шифру (AGS) 8315059.

## Географски и демографски подаци
Иринген се налази у савезној држави Баден-Виртемберг у округу Брајсгау-Хохшварцвалд. Општина се налази на надморској висини од 202 метра. Површина општине износи 23,0 km². У самом мјесту је, према процјени из 2010. године, живјело 5.865 становника. Просјечна густина становништва износи 255 становника/km².

## Међународна сарадња
| Мјесто  | Држава    | Врста сарадње | Од    |
| ------- | --------- | ------------- | ----- |
|         | Француска | партнерство   | 1965. |
| Манстер | Француска | партнерство   | 1990. |
| Извор   |           |               |       |